# ريتشارد بنيامين
ريتشارد بنيامين (بالإنجليزية: Richard Benjamin)‏ مواليد 22 مايو 1938 في نيويورك، هو ممثل ومخرج ومنتج أمريكي بدأ مسيرته الفنية سنة 1962. هو من الفائزين بجائزة غولدن غلوب حيث فاز بجائزة غولدن غلوب لأفضل ممثل مساعد. درس في جامعة نورث وسترن.

## أعماله
- فتيان الشروق (فيلم)
- وست وورلد (فيلم)
- راي دونوفان

## روابط خارجية
- ريتشارد بنيامين على موقع IMDb (الإنجليزية)
- ريتشارد بنيامين على موقع روتن توميتوز (الإنجليزية)
- ريتشارد بنيامين على موقع ألو سيني (الفرنسية)
- ريتشارد بنيامين على موقع تيرنر كلاسيك موفيز (الإنجليزية)
- ريتشارد بنيامين على موقع أول موفي (الإنجليزية)
- ريتشارد بنيامين على موقع قاعدة بيانات برودواي على الإنترنت (الإنجليزية)
- ريتشارد بنيامين على موقع قاعدة بيانات الأفلام السويدية (السويدية)
- ريتشارد بنيامين على موقع إن إن دي بي (الإنجليزية)
- ريتشارد بنيامين على موقع قاعدة بيانات الفيلم (الإنجليزية)
- ريتشارد بنيامين على موقع كينوبويسك (الروسية)